# Adam Loftus
Adam Loftus (c. 1533 - 5 de abril de 1605) fue arzobispo de Armagh, y más tarde de Dublín, y Lord Canciller de Irlanda desde 1581. También fue el primer rector del Trinity College de Dublín.

## Primeros años
Adam Loftus nació en 1533, hijo de Edward Loftus, alguacil de Swineside en Coverdale, uno de los valles de Yorkshire, para la Abadía de Coverham. Edward murió cuando Adam sólo tenía ocho años, dejando sus propiedades a su hermano mayor, Robert Loftus. Edward Loftus se había ganado la vida a través de la Iglesia católica, pero Adam abrazó la fe protestante desde muy temprana edad. Estudió en el Trinity College de Cambridge,donde supuestamente atrajo la atención de la joven reina Isabel, deslumbrándola con sus dotes oratorias. Es posible que esta anécdota sea apócrifa, pero lo cierto es que Loftus se reunió con la Reina más de una vez, y ella se convirtió en su mecenas. En Cambridge, Loftus tomó las sagradas órdenes como sacerdote católico y fue nombrado rector de Outwell St Clement en Norfolk.María I (1553-1558) lo nombraría vicario de Gedney, Lincolnshire; tras la ascensión de Isabel en 1558, se declaró anglicano. 

## Irlanda
Loftus entró en contacto con el favorito de la reina, el conde de Sussex, y sirvió como su capellán en Irlanda en 1560. En 1561 se convirtió en capellán de Alexander Craike, obispo de Kildare y decano de San Patricio en Dublín. Ese mismo año fue nombrado rector de Painstown, en Meath, y se ganó una reputación como asesor de las autoridades inglesas en Dublín. En 1563, Hugh Curwen, arzobispo de Dublín, lo consagró arzobispo de Armagh a los 30 años.
Tras un enfrentamiento con Shane O'Neill, Jefe del clan O'Neill, señor de Tír Eoghain, y verdadero poder en el Úlster durante estos años, Loftus trasladó su residencia a Dublín en 1564. Para completar los escasos ingresos provenientes de su conflictiva sede, la reina le permitió entrar temporalmente en el Deanato de San Patricio al año siguiente, "por los tiempos mejores que se avecinaban". También fue nombrado presidente de la nueva comisión para causas eclesiásticas, lo que le enfrentó con el obispo de Meath, Hugh Brady.

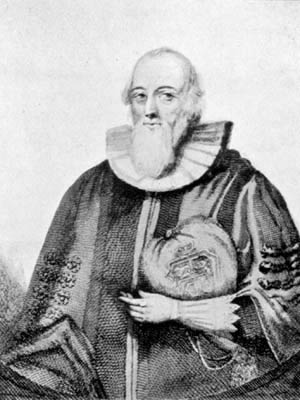
Adam Loftus

En 1567, Loftus, después de haber logrado la destitución de Hugh Curwen, que se convirtió en obispo de Oxford, se impuso al obispo de Meath y fue nombrado arzobispo de Dublín, donde la reina esperaba que llevara a cabo reformas en la Iglesia. Desempeñó puntualmente funciones de Lord Keeper, y en agosto de 1581 fue nombrado Lord Canciller de Irlanda tras derrotar a Nicholas White, Maestro de los Rollos de Irlanda. Loftus siempre trabajó para mejorar su situación financiera mediante prebendas adicionales (se había visto obligado a dimitir del Decanato de San Patricio en 1567) y fue acusado de corrupción en varias ocasiones.
En 1582, Loftus adquirió un terreno y construyó un castillo en Rathfarnham, que habitó desde 1585 (y que ha sido recientemente restaurado a la vista del público).

## Reforma
En 1569-1570, la religión comenzó a ser un factor relevante en las divisiones políticas irlandesas a raíz del estallido de la Primera Rebelión de Desmond en Munster y la bula papal Regnans in Excelsis de 1570 del Papa Pío V. La bula condenaba a Isabel por excomunión y la deponía tanto por herejía como por persecución religiosa de los católicos. A partir de ese momento todos los católicos romanos, incluso aquellos los apolíticos, fueron considerados traidores por la Reina y sus funcionarios.
Entre 1583 y 1584, el arzobispo Loftus participó de manera destacada en el arresto, tortura y ejecución de Dermot O'Hurley, el arzobispo católico romano de Cashel. Aunque O'Hurley reveló que no estaba involucrado en nada excepto su misión religiosa y que se había negado a llevar cartas del Cardenal Protector de Irlanda a los líderes de la Segunda Rebelión de Desmond, Sir Francis Walsingham sugirió que debería ser torturado. Loftus respondió a Walsingham: "Al no encontrar que ese método fácil de examen sirviera de nada, ordenamos al señor Waterhouse y al señor secretario Fenton que lo sometieran a tortura, tal como su señoría nos aconsejó, que era tostarle los pies contra el fuego. con botas calientes". Aunque los jueces irlandeses decidieron repetidamente que no había ningún caso contra O'Hurley, el 19 de junio de 1584 Loftus y Sir Henry Wallop escribieron a Walsingham: "Dimos orden al caballero mariscal para que lo ejecutara, lo que en consecuencia se llevó a cabo, y por lo tanto el reino librado de un miembro muy pestilente".  
Mucho se ha escrito sobre Loftus durante este tiempo, excepto entre 1584 y 1591; Se enfrentó a Sir John Perrot sobre la ubicación de una universidad irlandesa, ya que Perrot quería utilizar la Catedral de San Patricio de Dublín como sede de la nueva Universidad, mientras Loftus buscaba preservarla como lugar de culto protestante (y como fuente de ingresos para él mismo). Al final se impuso el criterio de Loftus, gracias en parte a la intervención de la reina Isabel I, y se fundó el Trinity College de Dublin en su ubicación actual, nombrado en recuerdo del antiguo colegio de Cambridge de Loftus, sin afectar a la catedral. Loftus fue nombrado su primer rector en 1593. 
Los disturbios y luchas por cuestiones religiosas y políticas continuaron en los años siguientes con las dos rebeliones de Desmond (1569-1583) y la Guerra de los Nueve Años (1594-1603), que coincidieron en el tiempo con la Guerra anglo-española (1585-1604), durante la cual algunos nobles gaélicos rebeldes recibieron ayuda del papado y de Felipe II de España. Debido a esta inestabilidad, el protestantismo apenas pudo arraigar en Irlanda, ya fuera en zonas gaélicas o inglesas, frente a territorios como Escocia, la Isla de Man y Gales que hablaban igualmente lenguas celtas. El protestantismo llegó a asociarse con la conquista militar y esto generó un profundo rechazo entre la población. La unión de política y religión fue personificada por Adam Loftus, que sirvió como Arzobispo y Lord Canciller de Irlanda. Esto acabó creando una inesperada alianza entre las familias gaélicas irlandesas y los ingleses viejos, de origen hiberno-normando, que habían sido enemigos mortales durante siglos pero que ahora se veían unidos en la fe católica frente al anglicanismo Tudor.

## Familia
Alrededor de 1560 Adam se casó con Jane (c. 1540-1595), hija de James Purdon (1516-1595) y Jane Little. Los Purdon se establecieron en Irlanda y se convirtieron en importantes terratenientes en el condado de Clare y el condado de Cork, particularmente asociados con Ballyclogh..
Adam y Jane Loftus tuvieron veinte hijos, ocho de los cuales murieron en la infancia.  Los doce que llegaron a la edad adulta fueron:
1. Sir Dudley Loftus, casado con Anne Bagenal (abuelos de Dudley Loftus, un estudioso pionero de las lenguas de Oriente Medio);
2. Sir Edward Loftus (fallecido en 1601), registrador de Dublín, muerto en el asedio de Kinsale;
3. Adam Loftus, soltero, muerto en combate;
4. Sir Thomas Loftus, casado con Ellen Hartpole;
5. Henry Loftus, gemelo de Thomas;
6. Isabella Loftus, primera esposa de Sir William Ussher, hijo de John Ussher, concejal de Dublín y su esposa Ales (o Alison); [10] [11]
7. Anne Loftus, casada (i) con Sir Henry Colley de Carbury ; (ii) George Blount; y (iii) Edward Blayney, primer barón Blayney; ella y Enrique eran antepasados del duque de Wellington ;
8. Catherine Loftus, esposa de Sir Francis Berkeley y luego de Henry Berkeley;
9. Martha Loftus, que se casó con Sir Thomas Colclough de Tintern Abbey, condado de Wexford ;
10. Dorothy Loftus, casada con Sir John Moore de Croghan ;
11. Alice Loftus, casada con Sir Henry Warren de Warrenstown ; y
12. Margaret Loftus, casada con Sir George Colley de Edenderry

## Muerte
Loftus murió en Dublín en 1605 y fue enterrado en la cripta familiar de la Catedral de San Patricio, donde también yacen su esposa Jane (Purdon) y dos de sus 20 hijos. Adam Loftus murió en el Palacio Episcopal en Kevin Street "agotado por la edad". El celo y la eficiencia de Loftus fueron elogiados por Jacobo I tras el ascenso del rey.